# Anabarilius macrolepis
Anabarilius macrolepis är en fiskart som beskrevs av Yih och Wu, 1964. Anabarilius macrolepis ingår i släktet Anabarilius och familjen karpfiskar. IUCN kategoriserar arten globalt som utdöd. Inga underarter finns listade i Catalogue of Life.